# Igreja Católica no Mali
A Igreja Católica no Mali é parte da Igreja Católica universal, em comunhão com a liderança espiritual do Papa, em Roma, e da Santa Sé. Atualmente, as perspectivas de liberdade religiosa são preocupantes, já que situação de segurança e a estabilidade política do Mali deterioraram-se nos últimos anos. Por ser um país majoritariamente muçulmano, os cristãos convertidos da fé islâmica enfrentam pressão de membros da família e vizinhos para que renunciem sua fé em Jesus Cristo. Os cristãos que vivem no sul malinês desfrutam de relativa liberdade de religião em comparação com o norte. No entanto, apesar do grau e da intensidade de ameaça de ataques de extremistas islâmicos serem maiores no norte, os que vivem no sul também enfrentam ameaças de ataques e sequestros. Atualmente, a organização Portas Abertas considera a violência contra os cristãos no país como "extrema".

## História
O cristianismo chegou à região durante o século XIX, trazido pelos colonos franceses que chamaram a região de Sudão francês, em 1899, porém o crescimento do número de adeptos foi lento. Em 1868, foi erigida a Prefeitura Apostólica do Saara e do Sudão, com o Cardeal Charles Lavigerie, arcebispo de Argel, como Delegado Superior e Apostólico. Os dois primeiros grupos do padres brancos a entrar na região foram massacrados por tribos locais enquanto viajavam pelo Deserto do Saara (em 1876 e 1881); um grupo chegado posteriormente entrou com sucesso no Mali e no Senegal, estabelecendo missões em Ségou e Tombouctou em 1895. As Irmãs Brancas chegaram em 1898 e estabeleceram hospitais em Kati e Ségou.
Até 1921, o crescimento da missão no Mali foi dificultado pela hostilidade das autoridades coloniais francesas, por epidemias de febre amarela e pela mobilização de missionários durante a Primeira Guerra Mundial. A missão voltou a se desenvolver com a criação do Vicariato Apostólico de Bamako, também em 1921, e cujas fronteiras eram praticamente os mesmos do atual território do Mali. O primeiro sacerdote etnicamente malinês, e africano, foi ordenado em 1936, enquanto que o primeiro bispo malinês em 1962. Após a Segunda Guerra Mundial, a região foi reorganizada como território ultramarino francês do Sudão. A Igreja estabeleceu uma hierarquia em 1955, com Bamako como sua arquidiocese e metrópole.
As 28 paróquias estabelecidas na região em 1964, haviam aumentado para 42 paróquias em 2000, refletindo o trabalho de evangelização da Igreja. Além de 71 padres seculares e 83 religiosos, 22 irmãos e 206 irmãs, que estavam encarregados da região. Durante a segunda metade do século XX, a Igreja se esforçou na promoção do papel das mulheres, libertando-as de sua tradicional vida enclausurada. Em 1998, o Presidente Konare viajou ao Vaticano para uma audiência com o Papa São João Paulo II, um reflexo da disposição de Konare em promover a cooperação entre as diversas religiões dos malineses. Em 1999, o Papa João Paulo II doou US$ 5,5 milhões ao Mali, a fim de financiar projetos com o objetivo de deter o aumento da desertificação do Saara.

## Atualmente
Após o golpe militar de 2012, o Mali vem vivendo uma situação caótica, da qual ainda não recuperou. Um califado do Estado Islâmico foi instituído ao norte do país, e suas leis são baseadas na sharia. Desde então ocorreram diversos ataques contra igrejas, como incêndios, visando erradicar o cristianismo da região, e muitos cristãos se viram obrigados a fugir. Em 2013, quando os islâmicos tentaram conquistar também o sul malinês, a França e a ONU intervieram militarmente no conflito. Ainda com o acordo de paz assinado entre o governo e os fundamentalistas em 2015, a tensão e a insegurança dos cristãos em geral persistem. Apesar da expulsão dos militantes, a sociedade malinesa saiu da crise mais radical e menos tolerante, ainda que a zona sul do país seja considerada relativamente segura, e a situação do norte continue tensa: ao menos 78 mortos em ataques terroristas apenas entre o início de janeiro e meados de fevereiro de 2018.
| “ | Mais de uma vez, minha família enviou jihadistas à minha casa para nos matar, ou pelo menos nos intimidar. Os planos deles nunca funcionaram. Mas um dia, enquanto meu marido estava em uma viagem de negócios, ele foi morto a tiros. Ele foi morto pela fé, e por se casar com uma ex-muçulmana. Seus colegas me deram a terrível notícia. Mesmo agora, eu não tenho ideia do que aconteceu com o corpo dele. | ” |
|   | — Naomi, cristã ex-muçulmana malinesa. |   |

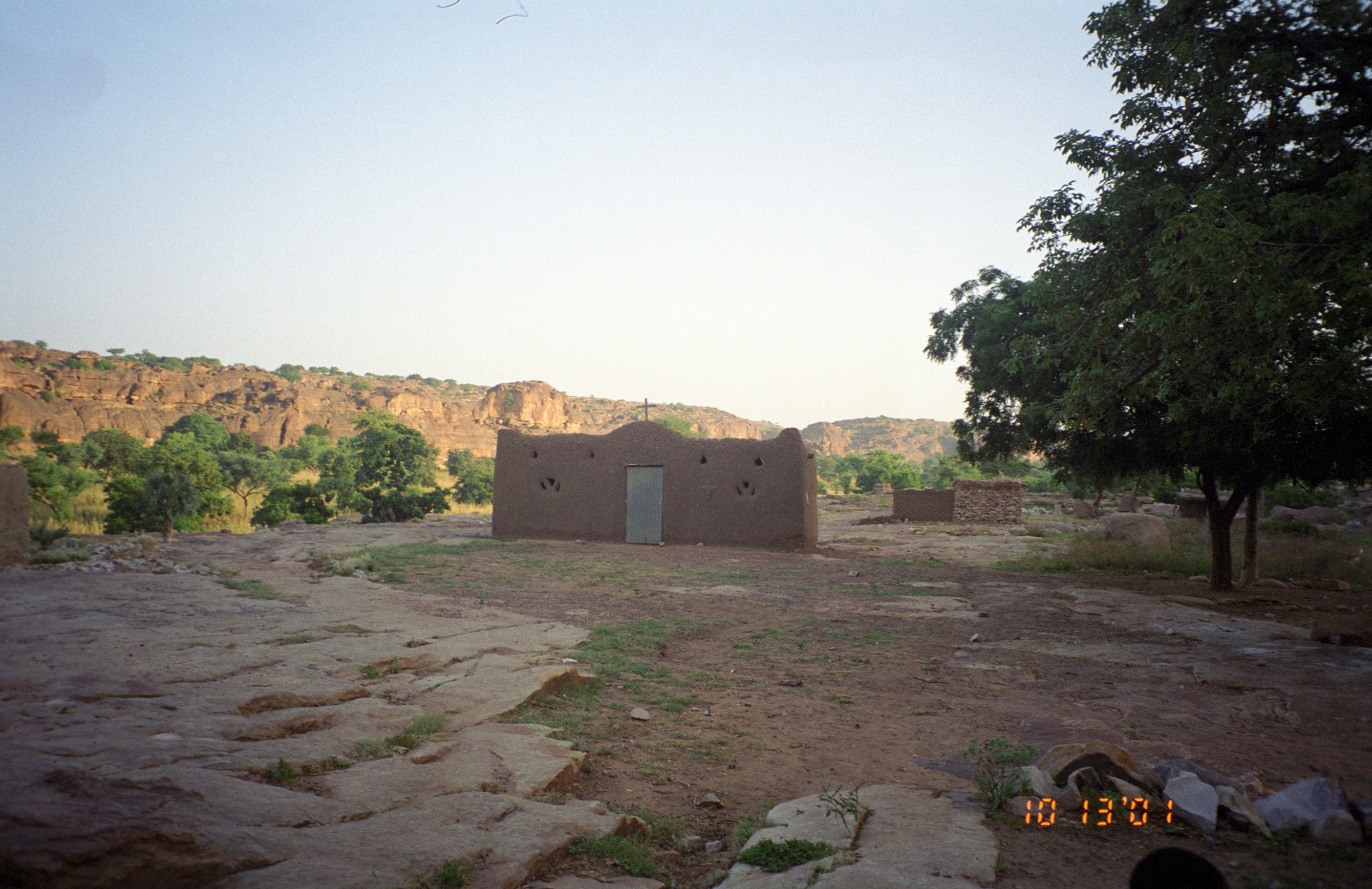
Capela católica em Benigmatou.

Uma freira colombiana foi sequestrada em um centro médico de Karangasso em fevereiro de 2017, e até hoje não foi libertada. A Secretaria Geral da Conferência Episcopal do Mali divulgou que três igrejas foram atacadas em Mopti. Os muçulmanos impediram os fiéis católicos de se reunirem para serviços religiosos, além de destruírem móveis, quadros, cruzes, e outros. No vilarejo de Dobara, os objetos da igreja foram queimados no pátio do próprio templo.
Enquanto no norte a maioria das estruturas da Igreja foram destruídas, a situação é um pouco melhor no sul; ainda que ocorram episódios violentos. A Fundação Pontifícia Ajuda à Igreja que Sofre afirma que a comunidade católica está crescendo no Mali, ainda que a maioria dos fiéis seja de ex-animistas e não muçulmanos. No sul, encontra-se muito ativa na Paróquia Santa Teresa de Lisieux em Yasso, na Diocese de San. A comunidade é formada por cerca de 5.000 fiéis ativos e cobre 40 vilarejos. Por enquanto, existe somente uma capela pequena e temporária, muito pequena para a comunidade, e que não resistiria à temporada de chuvas. Porém recentemente deu-se início à construção de uma igreja, maior e permanente, que terá capacidade para acomodar até 2.000 pessoas.
Em 2018, o Cardeal Pietro Parolin viajou ao país como enviado especial do Papa Francisco para as comemorações dos 130 anos da presença da Igreja no país, mesmo com as tensões entre cristãos e radicais islâmicos.
No dia 23 de março de 2019, pelos menos 160 pessoas da etnia peul morreram no povoado de Ogossagou, localizado centro do país. O crime foi atribuído aos caçadores da etnia bambara, também chamados de donzos. A Igreja Católica lançou uma nota de pesar, em conjunto com as denominações protestantes presente no país. E em 9 de junho do mesmo ano um massacre aos cristãos ocorreu na aldeia étnica Dogon, em Sobane, na região central de Mopti. Testemunhas locais disseram que um grupo de cerca de 50 homens da etnia fula cercou o local, munidos de veículos e armas de fogo, e também incendiaram a vila. Foram encontrados diversos corpos carbonizados. o presidente do Mali, Ibrahim Boubakar Keita, junto com o arcebispo de Bamako, Jean Zerbo, visitaram o local, onde as testemunhas também disseram que todas as vítimas dos fundamentalistas eram cristãs. A Igreja Católica malinesa divulgou que o total foi de 105 mortos. O primeiro-ministro Boubou Cisse, que também visitou a vila, afirmou prestar uma homenagem às "vítimas inocentes da discórdia e do ódio". Uma outra testemunha declarou que os "cerca de 50 homens fortemente armados chegaram com picapes e motocicletas e, primeiramente, cercaram o vilarejo e depois atacaram. Todos que tentaram escapar foram mortos. Ninguém foi poupado – mulheres, crianças, idosos".
Como consequência das medidas tomadas para combater a pandemia de COVID-19, a Igreja Católica malinesa suspendeu as missas, enquanto que as mesquitas permaneceram abertas. Em 2020, ataques de jihadistas deixaram dezenas de cristãos mortos. Ainda em 2020, o cardeal malinês e arcebispo de Bamako, Jean Zerbo, afirmou que líderes da Igreja Católica do país e líderes muçulmanos e protestantes têm trabalhado juntos para mediar em conjunto as disputas políticas após as eleições parlamentares. "Os dois grupos precisam conversar um com o outro e evitar mais distúrbios, por isso montamos um grupo de líderes muçulmanos, católicos e protestantes para pressionar o governo e criar condições para o diálogo", afirmou ele. Em 21 de junho de 2021 o padre Léon Dougnon, pároco de Ségué, na Diocese de Mopti e quatro paroquianos foram sequestrados. Estes últimos foram libertados alguns dias depois, enquanto que o sacerdote foi solto três semanas depois. Nenhum grupo assumiu a responsabilidade pelo crime. O padre Ferdinand Koulibaly, coordenador de mídia da Conferência Episcopal do Mali, afirma que "os sequestros não pararam no Mali e em Burquina Fasso e isso é preocupante para nós. Não sabemos qual grupo está fazendo isso, nem quais são seus motivos."

## Organização territorial
O catolicismo está presente no país com uma arquidiocese, cinco dioceses e uma eparquia voltada para os fiéis católicos que seguem o rito maronita, sediada na Nigéria e presente em diversos países africanos, incluindo o Mali. Todas estão listadas abaixo:
| Circunscrições eclesiásticas católicas do Mali | Circunscrições eclesiásticas católicas do Mali | Circunscrições eclesiásticas católicas do Mali | Circunscrições eclesiásticas católicas do Mali |
| Circunscrição                                  | Ano de ereção                                  | Catedral                                       | Ref.                                           |
| ---------------------------------------------- | ---------------------------------------------- | ---------------------------------------------- | ---------------------------------------------- |
| Arquidiocese de Bamako                         | 1921                                           | Catedral do Sagrado Coração                    | [ 23 ]                                         |
| Diocese de Kayes                               | 1947                                           | Catedral da Imaculada Conceição                | [ 24 ]                                         |
| Diocese de Mopti                               | 1942                                           | Catedral de São José                           | [ 25 ]                                         |
| Diocese de San                                 | 1962                                           | Catedral de Nossa Senhora de Lourdes           | [ 26 ]                                         |
| Diocese de Ségou                               | 1962                                           | Catedral da Imaculada Conceição                | [ 27 ]                                         |
| Diocese de Sikasso                             | 1963                                           | Catedral de Nossa Senhora de Lourdes           | [ 28 ]                                         |
| Eparquia da Anunciação de Ibadan               | 2014                                           | Catedral de Nossa Senhora da Anunciação        | [ 22 ]                                         |

## Conferência Episcopal
A reunião dos bispos do país forma a Conferência Episcopal do Mali, que foi criada em 1970.

## Nunciatura Apostólica
A Delegação Apostólica do Mali foi criada em 1973, tornando-se Nunciatura Apostólica em 1980.

## Visitas papais
O país foi visitado pelo Papa São João Paulo II em 1990, juntamente com outros lugares: Cabo Verde, Guiné-Bissau, Burquina Fasso e Chade. Na ocasião da cerimônia de despedida no Aeroporto Internacional de Bamako, o Sumo Pontífice disse:
| “ | Neste momento em que é celebrado o primeiro centenário da evangelização do Mali, exorto novamente os católicos a aprofundar a mensagem que receberam para o Cristo transfigurar progressivamente os preciosos valores naturais da alma do Mali. Que a comunidade cristã se fortaleça e olhe para o futuro com a fé e o dinamismo que caracterizaram os primeiros apóstolos e os primeiros cristãos do país! Em nome da fé em Jesus Cristo, que todos se comprometam com todos os lugares onde o futuro do país é jogado, para enfrentar os desafios da justiça, paz, verdade e amor, palavras de ordem do Evangelho! | ” |
|   | — Discurso de despedida do Papa São João Paulo II em Bamako, no dia 29 de janeiro de 1990. |   |